# Dokonemertes magellanensis
Dokonemertes magellanensis är en djurart som tillhör fylumet slemmaskar, och som beskrevs av Gibson 1985. Dokonemertes magellanensis ingår i släktet Dokonemertes och familjen Cerebratulidae. Inga underarter finns listade i Catalogue of Life.